# Quinto Marcio Filippo (console 186 a.C.)
Quinto Marcio Filippo (in latino Quintus Marcius Philippus; fl. 188 a.C.–169 a.C.) è stato un politico romano del II secolo a.C. appartenente alla gens Marcia.
Fu console nel 186 e 169 a.C..

## Biografia
Nel 188 a.C. fu eletto pretore ed ebbe in carico la provincia della Sicilia.
Nel 186 a.C. divenne console per la prima volta, insieme a Spurio Postumio Albino In quell'anno, il Senato romano, preoccupato per l'eccessiva diffusione del culto di Bacco, emise un senatoconsulto, noto come Senatus consultum de Bacchanalibus, in cui conferiva ai due consoli eletti il compito di sciogliere il culto e provvedere alla distruzione dei templi con la confisca dei beni e l'arresto dei capi e la persecuzione degli adepti di Bacco.
Dopo aver portato a termine questo compito Quinto Marcio Filippo venne inviato in Liguria a combattere contro gli Apuani che si erano ribellati al potere di Roma. Questi inflissero una grave sconfitta al console ed alle sue legioni. Dopo averli attirati in una stretta gola della zona li attaccarono ed uccisero non meno di 4.000 legionari, tanto che il luogo del disastro fu successivamente chiamato "Saltus Marcius". Lo storico Lorenzo Marcuccetti ha individuato, quale luogo della battaglia, una località nel comune di Stazzema, sovrastata da un colle che ancora oggi porta il nome di "colle Marcio".
Nel 183 a.C., su richiesta del Senato, Marcio Filippo venne inviato come ambasciatore nel Regno di Macedonia presso Filippo V. Questa scelta del senato dipese probabilmente dal fatto che il padre di Marcio Filippo aveva già avuto in passato dei buoni rapporti con Filippo V. Marcio ottenne un successo parziale in quanto riuscì a convincere Filippo V a ritirare le sue guarnigioni da alcune città costiere della Tracia. Nel 182 a.C., al suo ritorno dalla Grecia, Marcio relazionò il senato sulla situazione in Macedonia e Peloponneso indicando che secondo lui Filippo V, pur avendo apparentemente assecondato le richieste di Roma, in realtà aveva mire espansive e appena possibile avrebbe fatto tutto quello che poteva contro Roma.
Nel 180 a.C. Marcio fu nominato sacrorum decemviro.
Tra la fine del 172 e l'inizio del 171 a.C., dopo la morte di Filippo V e l'ascesa al trono di Macedonia di Perseo, Marcio venne di nuovo inviato in Grecia alla testa di una delegazione composta, oltre che da lui, da Aulo Atilio Serrano e altri tre giovani romani. A Corcyra gli ambasciatori presero con loro 2000 soldati, si suddivisero i compiti e partirono per le rispettive destinazioni. Marcio e Serrano visitarono l'Epiro, l'Etolia e la Tessaglia incontrando i capi delle varie nazioni e ringraziandoli per il supporto fornito a Roma in occasione della guerra contro Filippo e Antioco. Successivamente incontrarono Perseo in una località della Tessaglia presso il corso inferiore del fiume Peneo. I romani accusarono Perseo di aver violato l'accordo preesistente attaccando alcuni alleati di Roma nella regione. Perseo si difese sostenendo che le sue erano azioni di risposta ad aggressioni perpetrate da altri e concordando che avrebbe inviato dei propri inviati a Roma per spiegare al senato le sue posizioni. In conclusione si giunse ad una sorta di armistizio, che era ciò che a Roma premeva di più in quanto, in quel momento, diversamente da Perseo, non era pronta per una guerra. Dopo la fine dei colloqui la delegazione romana si recò in Beozia ove incontrarono i rappresentanti di alcune città appartenenti alla Lega beotica fra cui Coronea e Tebe.
Marcio e Atilio convinsero i delegati delle principali città greche a denunciare l'alleanza con Perseo ottenendo di fatto la dissoluzione della Lega beotica. Dopo aver così completato la loro attività in Grecia, Marcio e Atilio tornarono a Roma all'inizio dell'inverno.
Nel 169 a.C. Quinto Marcio Filippo fu eletto console per la seconda volta insieme a Gneo Servilio Cepione. Mentre il suo collega restò a Roma, Marcio venne inviato in Macedonia, dove era in corso la guerra contro Perseo, a rilevare il console Aulo Ostilio Mancino al comando delle truppe romane. All'inizio della primavera del 169 a.C., Marcio Filippo arrivò a Brindisi con 5.000 uomini di rinforzi ed insieme al cugino Gaio Marcio Figulo, che era al comando della flotta, salparono per la Grecia. Il giorno successivo arrivarono a Corcira ed il giorno dopo ad Azio, nella regione della Acarnania. Il console sbarcò ad Ambracia e procedette via terra verso la Tessaglia per incontrare Ostilio Mancino che era accampato presso Palaepharsalus. Dopo aver preso il comando delle truppe, Ostilio decise di lasciare la Tessaglia e puntare subito sulla Macedonia. Si mise quindi in marcia verso nord giungendo dopo circa dieci giorni nella regione montuosa della Perrebia, al confine fra Macedonia e Tessaglia, occupando le città di Azorus e Doliche. Da qui decise di indirizzarsi verso le città della costa dell'Egeo passando per la zona montuosa dell'Olimpo. Dopo alcuni giorni di arrampicata su un terreno ripido e accidentato, i soldati romani raggiunto il passo di Lapathus, trovano ad attenderli 12.000 soldati macedoni comandati dal generale Hippias, inviato da Perseo a difesa del territorio. I Romani attaccarono per due giorni, ma il passo era molto stretto e la difesa era favorita. Marcio, resosi conto che da quella parte il passaggio avrebbe richiesto molto tempo, considerando anche il fatto che le sue riserve non potevano durare a lungo, decise di tentare il passaggio per una strada diversa e dopo quattro giorni di faticosa traversata raggiunsero la costa fra Heracleum e Libethrum.